# Aleksej Puninski
Aleksej Puninski (Ekaterinburg, 11. siječnja 1985.), hrvatski i ruski plivač.
Nastupio je na Olimpijskim igrama 2008. Na 100 metara leptir osvojio je 47. mjesto.
Na europskom prvenstvu u kratkim bazenima 2006. godine je osvojio zlatnu medalju na 50 metara leptir. U štafeti 4 x 50 m slobodno osvojio je na europskom prvenstvu 2008. brončanu medalju, a 2009. srebrnu. Na Mediteranskim igrama 2005. je osvojio brončanu medalju na 50 metara, leptir.
Bio je član zagrebačke Mladosti.